# 2060-ті
2060-ті роки — сьоме десятиліття XXI століття. Це роки з 2060 по 2069.

## Очікувані події

### 2061 рік
- 28 липня — Комета Галлея досягне свого перигелію — найближчої до Сонця точки. Останній раз ця подія відбулася 9 лютого 1986 р.

### 2065 рік
- 11 листопада — Проходження Меркурія по диску Сонця.
- 22 листопада 12:45 UTC — затемнення Юпітера Венерою. Із Землі це буде дуже важко спостерігати, оскільки віддалення Венери і Юпітера від Сонця в цей час буде всього 7 градусів. Ця подія стане першим затемненням однієї планети іншою після 3 січня 1818, однак наступне відбудеться менш ніж через два роки, 15 липня 2067.

### 2067 рік
- 15 липня 11:56 UTC — затемнення Нептуна Меркурієм. Цю рідкісну подію буде дуже важко спостерігати із Землі.
- Жовтень — радіопослання «Космічний поклик», відправлене з 70-метрового євпаторійського радіотелескопу в 1999 році в рамках програми послання позаземним цивілізаціям, досягне своєї мети — зірки HD 178428.

### 2068 рік
- Очікується, що через 100 років після закладення буде розкрита капсула часу в пам'ятнику «Helium Centennial Time Columns Monument».
- При відсутності змін до закону про авторське право США, герої коміксів видавництва DC Comics Супермен і Бетмен стануть суспільним надбанням.
- За розрахунками вчених, астероїд Апофіс може близько зіткнутися із Землею[1].

### 2069 рік
- Листопад — радіопослання «Космічний поклик», відправлене з 70-метрового євпаторійського радіотелескопа в 1999 році в рамках програми послання позаземним цивілізаціям, досягне своєї мети — зірки 16 Лебедя.

## Метафізичні теорії
- Ісаак Ньютон передбачив, що світ, згідно з його інтерпретацією Біблії, закінчиться не раніше 2060 року[2][3].
- Данський астролог і композитор Дейн Рудьяр, який був впливовим учасником руху Нью-ейдж, в 1972 році передбачив, що ера Водолія почнеться у 2062 н. е.[4]

## Вигадані події

### 2060 рік
- 14 вересня 2060, згідно з грою Альфа Центавра Сіда Мейєра, Організація Об'єднаних Націй запускає зореліт «Єдність» із залишками землян до планети Хірон системи Альфа Центавра.
- У концептуальному альбомі BE шведської прогресив-метал групи Pain of Salvation стверджується, що населення Землі скоротиться до цього року до 1.2 мільйона.
- Події в аніме по книзі Дивовижний чарівник із країни Оз за сюжетом відбуваються у 2060 році.

### 2061 рік
- Події роману 2061:Одіссея Три Артура Кларка відбуваються у 2061 році.
- Згідно з романам Марсіанської трилогії Кіма Робінсона, у 2061 році відбуваються перші марсіанська революція і Третя Світова війна на Землі.
- В епізоді «Стрибок Ріпа ван Вінкля» телесеріалу Сутінкова зона три з чотирьох золотих грабіжників прокинулися у 2061 році після столітнього стану анабіозу.

### 2062 рік
- Згідно з піснею «2112» групи Rush, у 2062 відбудеться об'єднання всіх планет під владою Червоної Зірки Сонячної Федерації.
- Передбачається, що дії мультсеріалу Джетсони відбуваються у 2062.
- У комп'ютерній грі Command & Conquer 4: Tiberian Twilight зараження Тиберієм планети Земля досягає критичного рівня у 2062, і Кейн, лідер Братства Нод, на дипломатичній нараді в зруйнованому місті Манчестері виступає з ініціативою про модернізацію Глобальної Оборонної Ініціативи.

### 2063 рік
- У хронології Зоряний шлях створений Зефрамом Кокрейн перший на Землі варп-двигун здійснює політ 5 квітня. Тієї ж ночі вчені Вулкана, виявивши позивні корабля Кокрейн, вступають у перший контакт із Землею. Більшість подій фільму Зоряний шлях: Перший контакт відбуваються у 2063.
- У хронології Космос: Далекі куточки міжзоряна війна з Чігамі починається після руйнування колоній Землі Веста і Теллус у 2063.
- В епізоді «Злочини Жари» мультсеріалу Футурама вчені час від часу скидали масивні брили льоду в океан для боротьби з глобальним потеплінням аж до 3002, поки не вдалося пересунути Землю на нову орбіту і тим самим радикально охолодити атмосферу.

### 2065 рік
- Події у фільмі Остання фантазія: Парфуми всередині нас відбуваються у 2065.
- Хронологічна система, використовувана в романі «Переселення» Грега Ігана, стартує 1 січня 2065 р.

### 2066 рік
- Розпочнеться великомасштабне звільнення Анкориджа в DLC гри Fallout 3 Operation Anchorage.

### 2067 рік
- Старт зорельоту Friendship One в телесеріалі «Зоряний шлях:Вояджер».

### 2068 рік
- Події в ляльковому мультсеріалі Капітан Скарлет і містерони відбуваються у 2068.
- Події в мультсеріалі Новий Капітан Скарлет відбуваються у 2068.
- Війна на Титані в серіалі Cowboy Bebop відбулася у 2068.
- Події в романі «Печера лотосів» Джона Крістофера відбуваються у 2068.

### 2069 рік
- Події в модифікації комп'ютерної гри Half-Life 2 «Dystopia[en]» відбуваються у 2069.
- У радіопостановці Asylum по серіалу Торчвуд Фреда народилася 2069.
- У рольовій грі «Mass Effect» колонія Місяць заснована у 2069.